# Diphucephala rugosula
Diphucephala rugosula är en skalbaggsart som beskrevs av Von Dalle Torre 1912. Diphucephala rugosula ingår i släktet Diphucephala och familjen Melolonthidae. Inga underarter finns listade i Catalogue of Life.